# Плоский красный усач
Усач плоский красный (лат. Pyrrhidium sanguineum) — вид жуков-усачей из подсемейства настоящих усачей. Распространён в Европе (Латвии, Британии, Греции, Словакии, Чехии), Северной Африке (Алжире, Тунисе), Сирии, Иране, Турции, Армении, России и Казахстане. Длина тела 8—12 мм. Личинки развиваются в различных деревьях: бук европейский, каштан посевной, дуб австрийский, дуб черешчатый.